# Ruta Estatal de California 135
La Ruta Estatal de California 135, y abreviada SR 135 (en inglés: California State Route 135) es una carretera estatal estadounidense ubicada en el estado de California. La carretera inicia en el Sur desde la US 101     en Los Álamos hacia el Norte en la US 101  , SR 166   en Santa María. La carretera tiene una longitud de 34 km (21.141 mi). La ruta se encuentra ubicada completamente dentro del condado de Santa Bárbara.

## Mantenimiento
Al igual que las autopistas interestatales, y las rutas federales y el resto de carreteras estatales, la Ruta Estatal de California 135 es administrada y mantenida por el Departamento de Transporte de California por sus siglas en inglés Caltrans.